# Rote Raben Vilsbiburg
Le Rote Raben Vilsbiburg est un club allemand de volley-ball féminin, fondé en 1971 et basé à Vilsbiburg, qui évolue pour la saison 2024-2025 en 2. Bundesliga (D2).

## Palmarès
- Championnat d'Allemagne (2)
  - Vainqueur : 2008, 2010.
  - Finaliste : 2005, 2006, 2009, 2014[2]
- Coupe d'Allemagne
  - Vainqueur : 2009[3] 2014[4]
  - Finaliste : 2012.